# Szkoła wywiadowczo-dywersyjna Abwehry w Rovaniemi
Szkoła wywiadowczo-dywersyjna Abwehry w Rovaniemi – niemiecki ośrodek wywiadowczy Abwehry podczas II wojny światowej
Ośrodek został utworzony w lutym 1943 r. pod Rovaniemi. Był podporządkowany Abwehrgruppe-214, wchodzącej w skład 20 Armii, stacjonującej w Finlandii. Na czele szkoły stanął por. Reuter. Szkolono w niej agentów-wywiadowców, dywersantów i radiowców, mających działać na tyłach Armii Czerwonej na Północy. Byli oni werbowani w obozach jenieckich dla czerwonoarmistów w Rydze i Rovaniemi. Kursanci przychodzili ze ośrodków wywiadowczych w okupowanej Łotwie, gdzie przechodzili wstępne przeszkolenie. Jednocześnie szkolono 20-50 osób podzielonych na 5 grup po 6-8 kursantów. W każdej grupie przygotowywano agentów dla innego odcinka tyłowego frontu (leningradzkiego, pietrozawodskiego, kandałakszskiego, murmańskiego i archangielskiego). Okres szkoleniowy twał od 1 do 3 miesięcy. Agenci byli przerzucani przez linię frontu samolotami lub przechodzili pieszo. Pod koniec 1943 r. szkoła została rozwiązana. Kursantów, przeznaczonych do działań na leningradzkim odcinku frontu, skierowano do Helsinek, gdzie podporządkowano ich Kriegsorganisation "Finland". Pozostali kursanci przybyli do szkoły wywiadowczej w Sulejówku pod Warszawą, po czym włączono ich w skład Abwehrgruppe-204.  